# معتقدات الأمازيغ
الامازيغ 

## الأمازيغ و الحياة
يمكن التمييز بين ظاهرتين ترتبطان بالطقوس الدينية المرتبطة بالدفنية، أيضًا ببناء الأضرحة والقبور، كما قدسوا أسلافهم وملوكهم.

### الطقوس الجنائزية
كان الأمازيغ يدفنون موتاهم في شكل جانبي وبشكل مثني وفي أحيان أخرى في شكل جانبي. وكانوا يصبغون جثث موتاهم بالمغر الأحمر أو الأوكر وكانت هذه العادة قفصية أكثر مما كانت إيبيرو-موريسية، وكلاهما يعتبران أسلافا للأمازيغ. كشفت بعض المقابر الماقبل تاريخية في المغرب أنه كانت توضع بعض الأدوات مع الميت كالأسلحة والحلي وقشور بيض النعام، ربما ليستخدمها في العالم الآخر.
خلافا لأمازيغ الشمال الأفريقي، قام الغوانش وهم سكان جزر الكناري الأصليين بتحنيط جثث موتاهم فكان البعض منها يجفف ويلف بجلد الماعز، أما في شمال أفريقيا، فقد عثر فاريزيو موري سنة 1958 عن مومياء ليبية قديمة أقدم من المومياءات المصرية القديمة.

### تقديس الموتى
يعتبر مؤلف كتاب البربر الإنجليزي أن تقديس الموتى أحد أهم مميزات الأمازيغ في العصور القديمة، وبالفعل فهي ظاهرة قديمة في شمال أفريقيا غرب مصر، حيث كتب عنها بومبينوس أنه في أوجلة تعتبر أرواح الأسلاف بمثابة آلهة، إذ أنهم يقسمون بها ويستشيرونها في أمورهم ثم ينامون ليتلقوا الإجابات في شكل أحلام.
لم يغفل هيروديت الذي يرجع الفضل إليه بإمداد الكتب التاريخية بأخبار ليبيا القديمة، حيث يروي لنا في الكتاب الرابع في إطار الحديث عن قبيلة الناسمون ما يلي:
يقسمون برجال منهم عرف عنهم الورع والشجاعة في حياتهم، بعدما يضعون أيديهم على قبورهم. وهم يتعبدون بزيارة القبور التلية لأسلافهم، ويستلقون فوقها بعد الصلاة. ويتقبلون كل ما سيرونه في منامهم.
إلى يومنا هذا لايزال البربر يقدسون قبور الأولياء في شمال أفريقيا خاصة في المغرب، البلد الذي يسمى أحيانا ببلد ألف ضريح وضريح، بحيث أنه لا تكاد تخلو أي قرية من ضريح يقدسه سكانها حتى بعض المدن سميت نسبة إليها كالمدن التي تبدأ باسم: «سيدي...». ويعرف الولي أو القديس عند الأمازيغ في أيامنا باسم: «أمرابض»، وهو اسم يعود إلى الكلمة العربية «مُرابِط» لارتباط المتصوفة غالباً بالجهاد ورباطهم في الصفوف الأمامية المعروفة باسم «الرباط»، وقد حوّر الغربيون هذا الاسم في لغاتهم إلى: «مرابوط» (Marabout).
إلى جانب تقديس الأولياء يتضح من خلال التنقيبات أن الإنسان المغربي القديم كان يدفن الميت في حفر صغيرة، غير أنه أدرك في ما بعد أن تلك الجثث تصبح هدفا للحيوانات المفترسة وليتفادى ذلك قام بدفنها في حفر أعمق كما قام بدفنها في الصخور والقبور الدائرية وفي قبور تشبه التلال كما هو الشأن في قبر فم لرجم.

## الشمس والقمر
يعرف القمر باسم «تزيرى» اما الهلال باسم (ايور) في اللغة الأمازيغية، والاسم نفسه كان يشير إلى الرب القمر لدى الأمازيغ كما أوضح كامبس. وعبادة القمر عموما تضرب في القدم فكما أكدها ابن خلدون، نجد أن المؤرخ اليوناني هيرودوت قد سجل أن الليبيين القدماء على اختلافهم كانوا يقدمون القرابين للشمس والقمر حيث قال:
يبدؤون بقطع أذن الضحية ويلقونها على منازلهم ثم يقتلونها بلي عنقها. يتقربون بها إلى الشمس والقمر، ولكن ليس لأي إله آخر، وهي طقوس معروفة عند كل لليبيين.
أما في القرن الأول قبل الميلاد فقد أشار شيشرون إلى تقديس الملك النوميدي ماسينيسا للشمس، حيث قال نقلا عن سيبيو أفريكانوس:
"حين قدمت إليه، عانقني الشيخ - يقصد ماسينيسا - بعيون دامعة، ثم نظر إلى السماء قائلا:
أشكرك أيتها الشمس العظيمة كما أشكرك أيتها الكائنات السماوية لاستقبالي سيبيو في حياتي ومملكتي وقصري.
إلى جانب هذه الروايات التاريخية، تم العثور على نقوش باللغة اللاتينية تحمل معنى «الشمس العظيمة»، ومن أمثلتها عبارة Solo Deo Invicto التي عثر عليها في سوق أهراس بالجزائر الحالية. وفي التراث المسيحي المصري نجد أن عبدة الشمس من الأمازيغ قد حاولوا إجبار الأنبا صمويل على تعظيم الشمس.
بالإضافة إلى ذلك، يعتقد ثور هايردال أن الأهرام الكنارية قد شيدت تعظيما للشمس، ويعتقد أن هذه العبادة قد نقلها عبدة الشمس من الأمازيغ من البحر الأبيض المتوسط إلى القارة الأمريكية مرورا بجزر الكناري.
عند الغوانش إلهًا يسمى «أشمان»، وكانوا يقدمون له الأضحية والخمور تقربا إليه، وكان تجسيده يشبه الشمس. وفي لاس بالماس أحد جزر الكناري عبد الغوانش إلها شمسيا وكانوا يسمونه «ماجك» و«آمن» وهو اسم قد يعني «الرب»، ففي إحدى لهجات الطوارق تشير كلمة «امناي» إلى اسم الله.
كان الأمازيغ يعبدون القمر سواء في طور اكتماله كبدر أم في مرحلته الهلالية، وعبادة القمر الهلال هي ما كانت متجسدة في عبادة الإله آمون الممثل بقرني الكبش. وإلى جانب الشمس والقمر عبد الأمازيغ الكهوف والجبال والوديان والأوثان.

## الديانة المصرية الأمازيغية
المصريون القدماء هم أقدم جيران الأمازيغ، وهم أقربهم عقائديا إليها. تضرب جذور العلاقات المصرية الأمازيغية في أعماق التاريخ، وقد أشارت أقدم كتابة مصرية إلى قبائل البربر القديمة وهي «التحنو» (كلمة مصرية تطلق على الأمازيغ). أكثر من ذلك يميل بعض المؤرخين إلى جعل أصل صحراوي قبل تاريخي مشترك بينهما، ومن ثم كان تشابك المعتقدات المصرية والأمازيغية في حالات مختلفة.

### آلهة مصرية
يعد كل من الإلهين إيزيس وأوزيريس أبرز الآلهة المصرية القديمة التي اكتسحت معتقدات الأمازيغ الشرقيين، وهو ما سجله هيرودوت قائلا:
على الرغم من أن هذه القبائل الليبية لا تعرف طعم لحم البقر، فإنها تمتنع عن أكله كالمصريين للسبب نفسه، وكلاهما لا يربون الخنازير. حتى في قورينا تعتقد النساء انه من الإثم أكل لحم البقر، وهم بذلك يعظمون الربة المصرية إيزيس، حيث أن كلا من الشعبين يتقربان إليها بالصيام والاحتفالات. أما النساء البرقيات فهن لا تمتنعن عن أكل لحوم البقر فقط، وإنما تمتنعن أيضا عن أكل لحوم الخنازير.
يبدو أن هذه القبائل قد امتنعت عن أكل لحوم الخنزير لأنه كان حيوان ست المقدس، فيما امتنعوا عن أكل لحوم البقر لكون البقرة حيوان أيزيس المقدس، حسبما يرى المؤرخ الليبي محمد مصطفى بأزمة.
كان أوزيريس من ضمن الآلهة المصرية التي عبدها الأمازيغ كما أن مكانا على الأقل ذكره هيرودوت كا يحمل اسم «إيزيريس». لكن على الرغم من ذلك يعتقد بيدج (وقلة أخرى من المتخصصين) أن أوزيريس كان معبودا من أصل ليبي، قائلا:
«أن كل النصوص التي أشارت أليه خلال كل الفترات كانت تصب في اتجاه كونه إلها أصيلا في شرق شمال أفريقيا وأن موطنه الأصلي قد يكون ليبيا».

### آلهة ليبية
أشار المصريون القدماء إلى بعض من آلهتهم على اعتبارها ليبية جاءت من شمال أفريقيا غرب مصر كما تصورا بعضها حاكمة لتلك المنطقة.
من أبرز تلك المعبودات نجد الربة نايت، وهي ربة بارزة في المعتقدات المصرية اعتبرها المصريون ربة ليبية استقرت في النيل غرب الدلتا. وكان الليبيون القدماء يتزينون بوضع وشم لها على أجسادهم.
يلاحظ أيضًا أن بعضا من الآلهة المصرية القديمة قد جسدت بريشتين كالربة أمنت. والريشتين هما عادة ليبية استخدمها الأمازيغ في تزيين شعرهم كما كانت تشير إلى الدرجة الاجتماعية العالية كما صورتهم ريشة أحد الرسامين المصريين. إضافة إلى ذلك كان رمز الريشة يعني الغرب أي بلاد الأمازيغ في الكتابة الهيروغليفية كان الغرب يسمى «أمنت» في اللغة المصرية القديمة وهو ما يمكن ربطة باسم إحدى الربات المصريات هي آمن أو أمنتت.

### آمون كإله مشترك
إذا كان من الممكن الجزم بأصل ألاه ما في كل من العقيدتين المصرية والأمازيغية، فإن الرب آمون سيكون بمثابة استثناء، فهو أعظم الآلهة في المعتقدين المصري والليبي. وإذا كانت معظم المصادر الحديثة قد أغفلت عن وجوده في الميث الأمازيغي، فقد كان لآمون حضور بارزا في التفاعلات التاريخية القديمة في شمال أفريقيا.
لم تقتصر عبادة آمون الليبي على الأمازيغ فقط، بل تجاوز إشعاع هذا الرب ليكون الرب الأعلى في مورفولوجيا المعتقدات الشمال الأفريقية غرب مصر، فحين وصل التجار الفينيقيون إلى شواطئ أفريقيا وشيدوا مدينة قرطاج كانوا يحملون معهم آلهتهم الفينيقية وخاصة كبير آلهتهم بعل. لكن بمجرد ما بدؤوا يتفاعلون مع البربر، بدأ آمون يفرض وجوده حتى اقترن ببعل في ما أصبح يعرف ب:«بعل - حمون» عند القرطاجيين.
أما عندما استقر الإغريق في قورينا الليبية، انتشر إشعاع آمون حتى في المدن الإغريقية، وإذا عبده بعض القورينيون باسمه، فقد وحده الإغريق بكبير آلهتهم زيوس، فكان هيرودوت يسميه أحيانا بـ «زيوس سيوة». وسيوة هي واحة اشتهرت في العالم القديم بمعبد «وحي آمون»، وحج إليها ألكسندر العظيم ليتم تسميته بابن زيوس.

## الديانة الفينيقية الأمازيغية
الفينيقيون هم أحد الشعوب السامية، نسبة إلى ابن نوح «سام». أصلهم من فينيقيا في لبنان الحالية، وكانوا بحارة مهرة استقروا على السواحل المتوسطية، شيدوا قرطاج في تونس الحالية وتعاملوا مع سكانها وتزاوجوا معهم وربطتهم علاقات يمكن تقسيمها إلى مرحلتين بحسب أثرهما على ديانة الطرفين:

### ما قبل حرب هيميرا
في القرون الأولى من حياة قرطاج لم تكن هناك علاقات قوية بين الليبيين والفينيقيين. استمر فينيقيو قرطاج بعبادة آلهتهم الأصلية خاصة بعل وعشتارت.
واستمرت هذه العبادات الأصلية إلى وقوع ما يعرف بحرب هيميرا بحيث هزم القرطاجيون بسهولة ضد الإغريق.

### بعد معركة هيميرا
بعد هزيمتهم أمام الإغريق، بدأ القرطاجيون بتغيير علاقاتهم مع الليبيين، بعدها سيصبح للأمازيغ دور فاعل في قرطاج بحيث تستفيد قرطاج من الجيش الليبي الذي سيكون قوة ضاربة في جيش هنبعل.
إلى جانب هذه التغيرات العسكرية تم تغيير الحكم في قرطاج كما اكتسحت المعبودات الليبية المعتقدات القرطاجية. فبعد أن كانت عشتارت ربة عظيمة في قرطاج استبدلت بربة ليبية اسمها تانيت وهي ربة تمتعت بنفوذ واسع، وكان القرطاجيون يقدمون لها أبناءها تقربا إليها خاصة الفقراء منهم.
أما بعل كبير آلهة الفينيقيين فقد دمج مع آمون كبير آلهة الليبيين وهو ما أصبح يعرف باسم بعل-حمون. يذكر أن بعض الأسماء النوميدية والفينيقية كانت تتكون جزئيا من اسم بعل ك: «أدهربل» و«حنيبعل».

## الديانة الإغريقية الأمازيغية
تعتبر قورينا المركز الحضاري الأساسي الذي تلاقحت فيه الثقافتين الأمازيغية والإغريقية، إذ أثرت كل منهما في الأخرى. لكن على الرغم من هذا التفاعل الإيجابي بينهما، عرفت علاقاتهما توترات انتهت بحروب قوية.
عموما يمكن التمييز بين مرحلتين في العلاقات الأمازيغية الإغريقية، كما لكل مرحلة منهما طابعا متميزا أضفته على مورفولوجيا عقيدة الشعبين.

### قبل معركة أيراسا
منذ الوهلة الأولى يتجلى التأثير الليبي في المجتمع القوريني في الاسم «قورينا» نفسه. يرجع أصل التسمية حسب الأسطورة إلى صيادة أسود ليبية شجاعة كان اسمها سيري أو كيري. تفيد الأسطورة أن ألاه الإغريق أعجب بها واتخذها رفيقة له، كما اتخذها القورينيون حامية لهم إلى جانب أبولو.
تزاوج الإغريق مع الليبيات كما تبنوا تقاليد ليبية، وتعلموا ربط أربعة أحصنة بالعربة من الليبيين.
أما من الناحية العقائدية، فقد بنى القورينيون معبدا للإله آمون، ووحدوه في ما بعد بكبير آلهتهم زيوس. وعن طريق القورينين عرفت عبادة آمون شهرة واسعة في بلاد الإغريق ويذكر المؤرخون أن ألكسندر المقدوني قطع مئات الكيلومترات عبر الصحراء ليصل إلى معبد آمون في سيوة حيث تم تبنيه كابن لزيوس.
إلى جانب عبادة آمون، يذكر المؤرخون القدماء أن آثينا الربة الإغريقية التي منحت اسمها للمدينة الإغريقية أثينا، من أصل ليبي. وهيرودوت يعتبر أبرزهم حيث قام بتغطية عبادة هذه الربة في ليبيا، وهو يعتقد أنها هي نفسها الربة نايث التي كانت تعبد حول بحيرة تريتونيس حيث ولدت من بوصيدون والبحيرة تريتونيس، بحسب الأسطورة الليبية. ويعتقد هيرودوت أن لباسها والأيغيس من أصل ليبي، لأنها مشابهة لما ترتديه النساء الليبيات.
يذكر هيرودوت إلى جانب ذلك أن بوصيدون، أخ كبير آلهة الإغريق زيوس، ألاه ليبي في الأصل وأن الإغريق قد عرفوه عنهم، حيث يقول:
... وتلك المعبودات التي يزعمون (يقصد المصريين) عدم معرفتهم لها، وعلمهم بها، يبدو لي، أنها كانت ذات أصول وخصائص بلسجية ما عدا بوسيدون، فإن معرفة الإغريق لهذا الإله، قد كانت عن طريق الليبيين، إذ ما من شعب انتشرت عبادة بوسيدون بين أفراده منذ عصور عريقة غير الشعب الليبي، الذي عبده أبدا، ومنذ القديم.(الكتاب الثاني: 50)
على العموم، يبدو أن بعض الآلهة الإغريقية مرتبطة بشكل أو بآخر ببلاد البربر، فقد اعتقد الإغريق القدماء أن الربة لاميا من أصل ليبي اتخذها زيوس زوجة له، كما اعتقدوا أيضا بالأصل الليبي ل:«مادوسا» و«الغورغون».
اعتمادا على كتابات هيرودوت يبدو أن الإغريق عرفوا الرب تريتون في بادئ الأمر في ليبيا. ويميل بعض المؤرخين القدماء إلى اعتبار أن حدائق الهسبريدس كانت توجد في المغرب الحالي في مدينة طنجة على الأرجح. وقد كان الإغريق يعتقدون أن الهسبريدس حدائق للعملاق أطلس الذي حكم عليه زيوس بحمل السماء، وأسطورة العملاق أطلس تنطبق مع رواية هيرودوت الذي سجل أن بعض قبائل البربر كانت تعبد الجبل أطلس وأن تلك القبائل كانت تعتبره أعمدة السماء.

### بعد معركة أيراسا
بدأ انسجام الشعبين يتلاشى في عهد باتوس الثاني، فقد قام هذا الأخير بدعوة مجموعات إغريقية أخرى إلى قورينا الشيء الذي بدأ يقلق الليبيين الذين رؤوا في ذلك تهديدا لوجودهم. لجأ الليبيون في بادئ الأمر إلى طلب العون من المصريين وهو ما كان لهم، غير أن الإغريق تمكنوا من هزمهما.
يبدو أن هذا الصراع الليبي الإغريقي قد وجد له نصيبا في عقيدة كل من الشعبين، بحيث يعتبر أنتايوس تجسيدا لذلك الصراع. كان أنتايوس ابن بوصيدون آله البحر والربة غايا ربة الأرض، وكانت له رفيقة اسمها طينجس.
تحكي الأسطورة أن العملاق الإغريقي هرقل توجه إلى شمال أفريقيا والتقى أنتايوس الذي لا يهزم طالما كان بإمكانه الاتصال بأمه الأرض، لكن هرقل اكتشف الأمر فرفعه عنها إلى أن هشم أضلاعه وتمكن منه.
بعدما قضى هرقل على أنتايوس اتخذ تينجيس رفيقة له، وأنجبت منه ابنا يسمى صوفوكس، زعم بعض الحكام الليبيين أنهم أحفاده كأمثال: «يوبا الأول». وإذا كانت بعض المصادر القديمة قد وصفت أنتايوس بملك أيراسا، فإن الروايات الأخرى اعتبرته حامي بلاد البربر في طنجة،
.

## الديانة الرومانية الأمازيغية
بدأت الروابط الرومانية الأمازيغية كتحالف نوميدي روماني ضد قرطاج، فبعد هجوم هنبعل الذي هدد وجود روما، قرر الرومان تدمير قرطاج وكانت الظروف ملائمة لتحالف قوي مع النوميديين، وبالفعل تم تدمير قرطاج البونيقية

### قبل رومنة الأمازيغ
زمن المقاومة، برزت آلهة حربية اعتبرها الأمازيغ القدماء أربابا للحروب تقف إلى جانبهم وتحميهم. وفي زمن مقاومة البربر للرومان برزت الربة أفري أو أفرو وهي ربة يشير اسمها إلى الكهف وتعتبر ربة حامية لبلاد البربر كانت ذا نفوذ واسع حسب ما ذكر بيلينوس الشيخ من أنه لايجرؤ أحد على الأقدام على عمل ما حتى يستشير الربة أفريقيا أي افري.
ظهرت هذه الربة على نقود نوميدية منذ القرن الأول قبل الميلاد، ورافقت الأمازيغ في حروبهم ضد الرومان. أما عندما استقر الرومان في شمال أفريقيا بدأ تجسيد هذه الربة على النقود الرومانية في شمال أفريقيا كما اتخذها الرومان حامية لهم.
إلى جانب افري، عرف الأمازيغ عبادة غورزيل المجسد برأس الثور، وهو ابن وحي آمون، وقد حمله الأمازيغ في حروبهم ضد البيزنطيين ويذكر كوريبوس أن شخصية مورية تدعى جرنة كان يعتبر الراهب الأعلى ل: «غورزيل» كما كان شيخ قبيلة لواتة ورئيس كونفدرالية القبائل المورية في حروبهم ضد البيزنطيين. ويروي الكاتب نفسه أنه عندما انهزم المور (يطانيون) فر جرنة وهو يحمل الصورة المقدسة إله غورزيل، غير أن أعداءه لحقوا به ودمروا صورة إله. ويعتقد الباحثون أن أنقاض معبد في المدينة الليبية غيرزا (Ghirza) كانت في الأصل معبدا ل:«غورزيل»، ويبدوا أن المدينة نفسها قد سميت نسبة أليه.[بحاجة لمصدر]

### التأثير الروماني
بعد احتلال شمال غرب أفريقيا، انتشرت عبادات من أصل روماني في تلك البلدان وكان أشهرها عبادة جوبيتر كبير آلهة الرومان وهو الإله الذي عرفه البربر باسم ماستيمان. كما أحدث تمازج بين كبير آلهة الليبيين آمون وبين كبير آلهة الرومان جوبيتر بحيث أصبح يطلق على ذلك الإله اسم «جوبيتر-آمون».
انتشرت أيضًا عبادة الإله الروماني «ساتورنوس» الذي كان له تأثير كبير على معتقدات أفريقيا الرومانية، إذ يورد القديس ترتوليان أن الأطفال كانوا يقدمون علنا كقربان إلى ساتورن.
ويميل بعض المؤرخين إلى اعتبار ساتورن الشمال أفريقي في جوهره امتدادا لعبادة الرب القرطاجي «بعل حمون».
في عهد حكم الإمبراطور الليبي الأصل سبتيموس سيفيروس، أدخلت عبادة تانيت الليبية إلى روما.

## الإحتلال الإسلامي
بعد اجبار الأمازيغ على اعتناق للإسلام أصبحوا من أهم حماة العقيدة الإسلامية بل حملوا على عاتقهم نشر الأيمان بالله في أوروبا ولا زالوا منذ أزيد من أربعة عشر قرنا الرواد في الدعوة الإسلامية مستفيدين من عدد المهاجرين المرتفع في أوروبا.[وفقًا لِمَن؟]

## طالع كذلك
- الأمازيغية
- تامازغا
- نوميديا
- أمازيغ
- جيهر
- تلغنجا